# Ngangkari
Le Ngangkari est un guérisseur traditionnel chez les peuples aborigènes Anangu d'Australie-Méridionale et de la région du désert occidental australien. Ces peuples vivent principalement dans les pays Anangu, Pitjantjatjara, et Yankunytjatjara, qui occupent également des parties du Territoire du Nord et de l'Australie occidentale. Dans les langues Arrernte d'Australie centrale on utilise le terme de ngangkere. Les Ngangkaris sont des personnalités centrales dans la culture aborigène. Depuis des milliers d'années ils veillent à la santé physique et psychique des Anangus.

## Contexte historique et culturel
Les Ngangkaris ont pris soin du bien-être physique, mental et social de leur peuple pendant des milliers d'années . Ce nom désigne les guérisseurs traditionnels des Anangu vivant principalement sur les terres APY, région qui couvre environ 103 000 km2 du territoire de l'Australie-Méridionale ,. Ils font partie du bloc culturel des peuples aborigènes du désert occidental.
La graphie « ngangkere »  est également utilisée dans la transcription des langues Arrernte .
La possibilité de devenir gangkari est donnée par « la naissance ». La capacité et les connaissances sont transmises à travers les lignées familiales . Les  aînés choisissent le ngangkari à sa naissance et lui transmettent leurs savoirs ancestraux . Les pouvoirs donnés au ngangkari qui lui permettent de guérir les maux physiques et psychologiques sont appelés mapanpa ,.
Avant la colonisation de l'Australie-Méridionale, les Anangu étaient un peuple heureux et équilibré. Ils vivaient de la chasse et de la cueillette et vivaient en symbiose avec le milieu naturel. À cette époque, les ngangkaris intervenaient principalement pour soigner les blessures simples comme par exemple les brûlures ou les insolations, mais aujourd'hui leur rôle a considérablement changé. À la suite de la colonisation, de l'introduction des épidémies, des déportations et de l'introduction des drogues et de l'alcool, les ngangkari sont très sollicités et ont la charge d'aider leur peuple et s'adapter aux changements de société .

## Fonctions contemporaines
La tradition ngangkari se poursuit encore aujourd'hui, ils continuent d'assister les gens de leurs communautés et interviennent dans les hôpitaux, les maisons de retraite, les prisons, les foyers et divers services de santé. Les Ngangkari travaillent également en partenariat avec le système de santé occidental afin d'obtenir avec leur peuple de meilleurs résultats en matière de santé et de bien-être .
L'intervention des ngangkaris en partenariat avec la médecine occidentale s'est avérée très efficace à certains endroits, notamment au Royal Adelaide Hospital. Les guérisseurs Ngangkari sont appréciés des patients venant des contrées lointaines. Ils les aident à gérer et à soulager la douleur et améliorent de façon significative les taux de présence aux rendez-vous médicaux des patients aborigènes .

### Présélection du mot de l'année
Le mot Pitjantjatjara « ngangkari », défini comme un praticien autochtone de la médecine de brousse, a été présélectionné pour devenir le mot de l'année 2019 du dictionnaire Macquarie .

## Ngangkaris célèbres
Parmi les Ngangkaris connus on peut citer les deux artistes Pitjantjatjara Bill Whiskey Tjapaltjarri  et Betty Muffler de l'Iwantja Arts, dont le travail a été présenté à l'exposition Tarnanthi de 2020  et sur la couverture du numéro de septembre 2020 de Vogue Australie . Betty Muffler a la réputation d'être l'une des meilleures ngangkari des terres APY, et ses pouvoirs de guérison ont été sollicités pour soulager l'anxiété causée par la pandémie de COVID-19 en Australie (2020-2021) .